# 風吹ケイ
風吹 ケイ（ふぶき ケイ、1999年4月5日 - ）は、日本のグラビアアイドル、タレント。大阪府出身。プライム所属。

## 略歴
大阪の専門学校を卒業後、上京してキャビンアテンダント（CA）として就職した。元来芸能界に興味はなかったが、コロナ禍でCAの仕事が減少して日払いのウエディングドレスモデルなどを始めた。その中で、モデル事務所に声を掛けられ、「グラビアに興味がある」と伝えたのを機に、事務所に所属せずにグラビアアイドルとして活動を開始し、初仕事がいきなりイメージビデオの撮影であった。
2022年2月25日、1stDVD『降臨』（スパイスビジュアル）を発売。
2022年7月4日発売の『週刊プレイボーイ』（集英社）の企画「次世代グラドルクビレ番付 2022年夏場所」にて、「西の横綱」に選出。また同年11月7日発売の同誌の企画「新世代グラドルボイン番付 2022年秋場所」にて、「東の横綱」に選出された。
2022年12月22日、グラビアアイドルDVD販売会社が選ぶアワード『グラビア・オブ・ザ・イヤー2022』（主催：グラビア・オブ・ザ・イヤー実行委員会、協力：キネマ旬報社・ガジェット通信）にて、グランプリを受賞。同年12月27日には、『週刊SPA!』（扶桑社）の「グラビアン魂アワード2022」にて、リリー・フランキー大賞を受賞した。
活動開始当初は事務所に所属しなかったが、2023年現在プライムに所属している。
2023年5月16日、1st写真集『幕開』（小学館）を発売。
2023年11月28日、「相模ゴム工業」の「サガミオリジナル」15代目宣伝大使に就任し、1年間務めた。
2024年12月24日、「グラビアン魂アワード2024」にて、みうらじゅん個別賞「アート・ボディ賞」を受賞した。

## 人物
- 趣味はサウナへ行くこと[1][17]。
- 特技はクラリネットを吹くこと[1][17]。
- 目標とする芸能人に小池栄子を挙げている[17]。
- 参考にしたグラビアアイドルに、ちとせよしの、東雲うみを挙げている[4]。
- 大阪在住時にスポーツジムでスイミングコーチを務め、その時から筋トレに取り組んでいたが、グラビアアイドルとして活動してからはよりボディメイクに励み、食事もなるべく低脂質高たんぱくなものに心掛けている[4]。
- グラビアデビュー当初はIカップであったが、2022年後半にJカップとなった[18]。

## 作品

### イメージビデオ
※太字タイトルはBD版同時発売
- 降臨（2022年2月25日、スパイスビジュアル）[19][20]
- 降臨2（2022年5月27日、スパイスビジュアル）[21][22]
- 繚乱（2022年8月31日、スパイスビジュアル）[23][24][25]
- Sweet & Spicy（2022年11月25日、竹書房）[26][27]
- 無双（2023年7月26日、スパイスビジュアル）[28][29]
- 凌駕（2024年1月31日、スパイスビジュアル）[30][31]
- 風靡（2024年11月27日、スパイスビジュアル）[32][33]
- 美彩（2025年7月16日、MERA）[34][35]

## 出版

### 写真集
- 幕開（2023年5月16日、小学館、撮影：西田幸樹）ISBN 978-4096824290[36][37]

### デジタル写真集
- 降臨 〜Ver.1〜（2022年3月17日、スパイスビジュアル）
- 降臨 〜Ver.2〜（2022年3月22日、スパイスビジュアル）
- Kiss You（2022年3月30日、エー・ビー・エンターテイメント）
- バスト100cmの黄金比ボディ（2022年6月1日、講談社［週刊現代デジタル写真集］、撮影：橋本雅司）[38]
- 降臨2 〜Ver.1･2〜（2022年6月6日、スパイスビジュアル）
- Kiss You 2（2022年6月15日、エー・ビー・エンターテイメント）
- 「最強」の発見（2022年7月11日、集英社［週プレ PHOTO BOOK］、撮影：小塚毅之）[39]
- 最強の証し（2022年9月13日、光文社［FLASHデジタル写真集］、撮影：舞山秀一）[40][41]
- Kiss You 3（2022年9月17日、エー・ビー・エンターテイメント）
- 愛の息吹（2022年9月29日、小学館［週刊ポストデジタル写真集］、撮影：西條彰仁）[42]
- 風吹ケイ Vol.3 〜Ver.1〜（2022年10月6日、スパイスビジュアル）
- 風吹ケイ Vol.3 〜Ver.2〜（2022年10月20日、スパイスビジュアル）
- チョモランマ（2022年11月14日、集英社［週プレ PHOTO BOOK］、撮影：中村昇）[43]
- 幕開-序-（2023年4月5日、小学館［スピ/サン グラビアフォトブック］、撮影：西田幸樹）[44]
- フブキ系な雰囲気（2023年4月24日、集英社［週プレ PHOTO BOOK］、撮影：栗山秀作）[45]
- Jカップ・パンチライン（2023年5月29日、小学館［週刊ポストデジタル写真集］、撮影：鈴木ゴータ）[46]
- 幕開-結-（2023年7月18日、小学館［スピ/サン グラビアフォトブック］、撮影：西田幸樹）[47]
- 妖しいゴージャスボディ Oilyショット（2023年7月24日、徳間書店［アサ芸Secret!デジタル写真集］、撮影：吉田耕一郎）
- 無双 〜Ver.1〜（2023年7月31日、スパイスビジュアル）
- 無双 〜Ver.2〜（2023年8月3日、スパイスビジュアル）
- THE MODEL PREMIUM 風吹ケイ（2023年8月29日、THREE出版）
- あなたのいない家で（2023年8月29日、光文社［FLASHデジタル写真集］、撮影：高橋慶佑）[48]
- Kiss You 4（2023年9月1日、エー・ビー・エンターテイメント）
- 風吹ケイ Vol.1･2（2023年9月8日、文友舎［Exciting Girlsデジタル写真集］）
- 風吹ケイ×Malymoon（2023年9月15日、集英社［週プレ PHOTO BOOK］、撮影：TOYO）[49]
- MDS Gravure Collection 001（2023年9月30日、三和出版、撮影：田村浩章）
- THE MODEL PREMIUM 風吹ケイ 水着編＆花魁編（2023年11月13日、THREE出版）
- ケイのJ（2023年11月15日、集英社［GJ PHOTO BOOK］、撮影：坂本陽）[50]
- Jカップサンタがやってきた♥（2023年12月15日、徳間書店［アサ芸Secret!デジタル写真集］、撮影：田中智久）
- 不適切な課外授業（2024年3月13日、徳間書店［アサ芸Secret!デジタル写真集］、撮影：猿山秀人）
- バズるカラダ 1･2･3･4･COVER DX（2024年4月5日、小学館［sabra net e-Book］）[51][52][53][54][55]
- 凌駕 〜Ver.1･2〜（2024年4月15日、スパイスビジュアル）
- 週刊GIRLS-PEDIA 065（2024年5月1日、KADOKAWA）[56]
- バズるカラダ2 5･6･DX（2024年5月10日、小学館［sabra net e-Book］）[57][58][59]
- Kiss You 5（2024年5月15日、エー・ビー・エンターテイメント）
- 【グラビア文学館】 サロメ（2024年8月23日、講談社［週刊現代デジタル写真集］、撮影：三宮幹史）[60]
- PREMIUM（2024年9月17日、日之出出版［SUNNY GIRL Digital Photobook vol.5］）
- 女神の休息 vol.1･2･3（2024年10月18日、講談社［FRIDAYデジタル写真集］、撮影：吉場正和）[61][62][63]
- 昼下がりの欲望（2024年10月25日、扶桑社［SPA!グラビアン魂デジタル写真集］、撮影：西田幸樹）[64]
- 手に負えないBOMBER GIRL 7･8･9･10･COVER DX（2025年1月3日、小学館［sabra net e-Book］）[65][66][67][68][69]
- 手に負えないBOMBER GIRL2 11･12･DX（2025年2月14日、小学館［sabra net e-Book］）[70][71][72]

### カレンダー
- 風吹ケイ 2024年カレンダー（2023年9月30日、わくわく製作所）[73]

### トレーディングカード
- 風吹ケイ ファースト・トレーディングカード（2023年10月7日、ヒッツ）[74][75]
- 風吹ケイ Vol.2 トレーディングカード（2024年9月7日、ヒッツ）[76]

## 出演

### テレビ番組
- アイドル鬼ごっこ2023！〜わたし、本気出してもいいですか〜（2023年4月21日、GAORA SPORTS）[77][78]
- 美女たちの密談 モテるの法則X season4 #5（2023年7月4日（3日深夜）、エンタメ～テレ）[79][80]
- マッドマックスTV 論破王（2023年7月25日、テレビ朝日）- 呂布カルマ vs 6人の女[81]
- じっくり聞いタロウ〜スター近況（秘）報告〜（2023年9月29日（28日深夜）、テレビ東京）[82]
- ぶらり探訪 珍湯たび（GAORA SPORT）[83]
  - #28 愛知県新城市編（2024年4月15日〈14日深夜〉）
  - #29 愛知県蒲郡市編（2024年5月5日〈4日深夜〉）
  - #30 湯めぐり東京編（2024年5月5日〈4日深夜〉）

### テレビドラマ
- たとえあなたを忘れても 第7話（2023年12月3日、朝日放送テレビ）[84]
- サバエとヤッたら終わる 第4話（2024年9月2日、TOKYO MX）- サバエの姉 役[85]
- ノロイヲアゲル（2025年1月5日 - 3月30日、テレビ東京） - 小倉佳代 役[86]

### 配信ドラマ
- 地面師たち 第2話（2024年7月25日、Netflix）- 佐野みほ 役[87]

### 映画
- 愛のぬくもり（2024年7月6日、ムービー・アクト・プロジェクト）- 横澤サトミ 役[88]

### ラジオ番組
- 藤井誠のゴルフワンダーランド（2023年9月21日、FM西東京）[89]
- 風吹ケイのJやねん!withぁみ（2025年6月18日 - 〈毎月第3水曜日〉、渋谷クロスFM） - メインMC[90]、共演：ぁみ（お笑いコンビ「ありがとう」）

### ウェブ配信
- エガちゃんねる（2022年5月30日、YouTube）[91]
- 佐久間宣行のNOBROCK TV（2022年8月31日・11月2日・12月7日・2023年2月8日・2月15日・4月12日・6月21日・7月5日・8月26日・10月22日・2024年2月3日・3月20日・6月12日・2025年4月5日・7月9日、YouTube）[92]
- ヒロミ・指原の“恋のお世話始めました”（2023年3月23日[93]・5月4日[94]、ABEMA）
- まいにち賞レース 神速49秒お笑いバトル 私達をもっとおいしくしてよ 初夏のグラドル祭(2025年7月、動画、はじめてみました【テレビ朝日公式】〈YouTube〉[95]、TELASA[96])

### 音声配信
- よゐこ有野のノーギャラジオ（2022年7月25日、Radiotalk）[97]
- 風吹ケイのKラジオ（2023年4月5日 - 9月27日、AuDee）- パーソナリティ[98]
- しずる村上のWALK THIS 麺（2023年10月15日[99]、10月29日[100]、AuDee）

### イベント
- NO KICK NO LIFE - ラウンドガール
  - （2023年2月11日、大田区総合体育館）- 共演：青山ひかる[101]
  - （2023年7月9日、豊洲PIT）- 共演：青山ひかる[102]、鈴木ふみ奈[103]
  - （2024年5月17日、後楽園ホール）- 共演：青山ひかる[104]
- ミステリーピューロランド -大鶴肥満 緋色のウェディング-（2024年9月15日・21日・23日、10月5日・19日、サンリオピューロランド）[105][106]